# Anolis evermanni
Anolis evermanni (смарагдовий аноліс) — вид ігуаноподібних ящірок родини анолісових (Dactyloidae). Ендемік Пуерто-Рико. Вид названий на честь американського іхтіолога Бартона Воррена Еверманна.

## Збереження

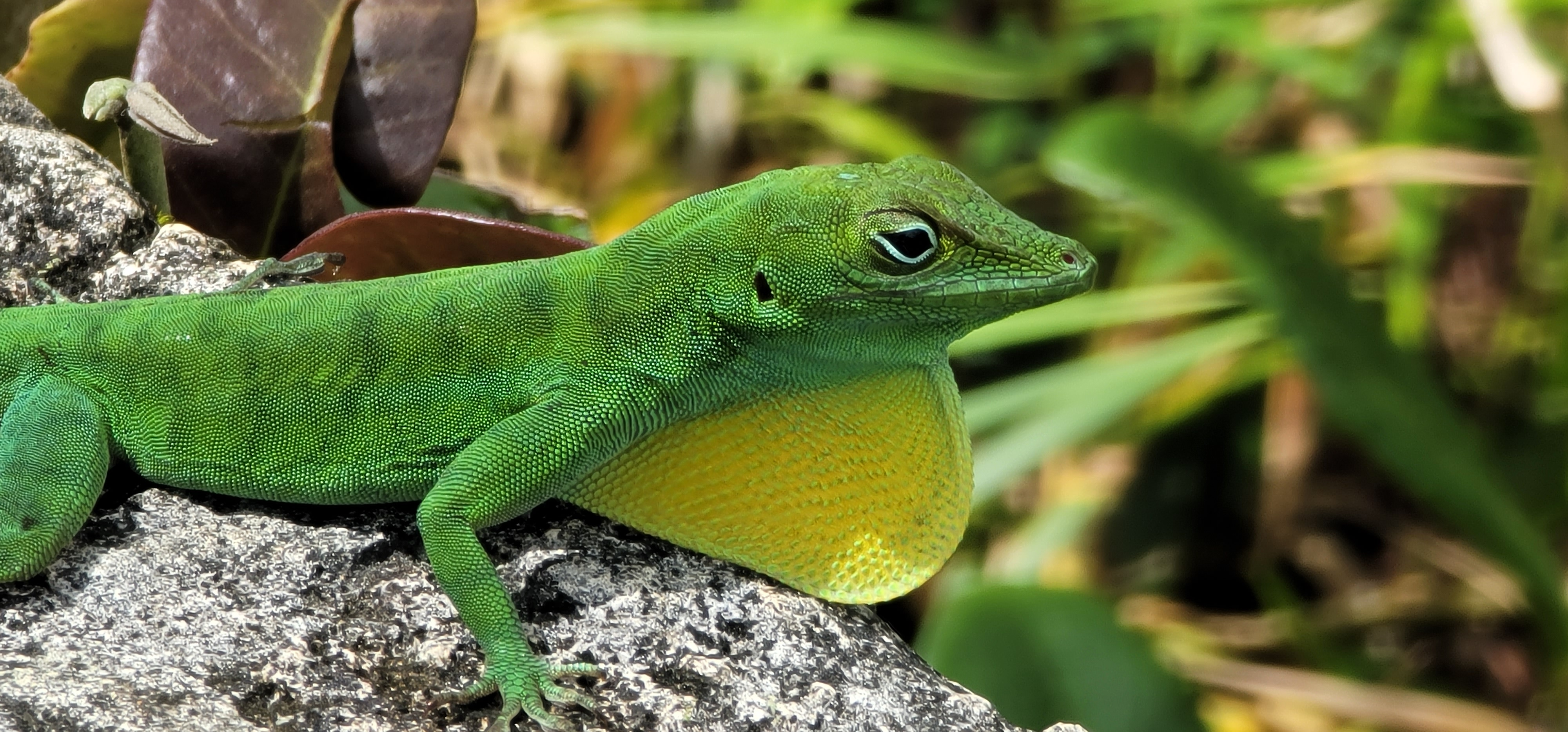
Смарагдовий аноліс

Смарагдові аноліси — середні представники свого роду, довжина самців (без врахування хвоста) становить 7 см, у самиць 4,5 см. Голова і тіло сплющенні, морда загострена, лапи короткі, подушечки пальців великі. Забарвлення переважно яскраво-смарагдово-зелене, при збудженні може ставати темно-коричневим. І у самців, і у самиць є жовтий горловий мішок (у самців він дещо більший).

## Поширення і екологія
Смарагдові аноліси поширені на Пуерто-Рико. Вони живуть у вологих тропічних лісах та на кавових плантаціях, трапляються в бамбукових заростях. Зустрічаються на висоті від 20 до 1205 м над рівнем моря. Живляться комахами, павуками, іншими анолісами (зокрема представниками свого виду) і нектаром. Відкладають яйця.